# Велике Устя
Вели́ке У́стя — село в Україні, у Сосницькій селищній громаді Корюківського району Чернігівської області. Населення становить 522 осіб. До 2020 орган місцевого самоврядування — Великоустівська сільська рада.

## Історія
Мале устя р. Убіді і велике устя р. Сейм знаходяться практично поряд. Тут стратегічне місце, де зливаються води Сейму і Десни. Саме тому тут налічується 6 археологічних поселень послідовних у часі (1-5 століття, 12-13 століття.). Першопоселенцями на старих селищах називають рибалок — Богдай, Лихошерст, Гамалій. Поселення першопоселенців юхновської культури і ранньосіверянського часу. Тут знайдено мідні боспорські монети.
В княжі часи жили сосницькі бояри і дружинники (церква св. Юрія). Село відоме за поляків у першій половині 17 ст. За списком податкових дворів 1666 р. нараховувалося 23 двори посполитих людей і 11 дворів бобилів. На початку 18 ст. налічувалося 49 дворів. В селі уже тоді була церква. До двору наказного гетьмана Полуботка в 1726 р. належало 59 дворів, окремо було 20 козацьких дворів. Козацьким отаманом села був Іван Гайдук.
За реєстром 1732 р. — церква, школа і 3 шинки. Церкву нову св. Юрія у 1772 р. збудував киселівський житель Григорій Куксенко. У 1810 р. — 88 хат, 272 ревізькі душі. У 1866 році в селі було 113 дворів, 606 жителів, пристань, винокурний завод. 1885 р. — 805 жителів у 126 дворах, постоялка. За переписом 1897 р. — 188 дворів, 1241 житель, земська школа. У 1924 р. — 235 дворів і 1232 жителі. 1973р. — 227 дворів і 853 жителі. 2014р. — 367 жителів.
Шейнина гора — згадка про похід воєводи-москаля у 1632 р. Королівська гора — за переказом, на ній жив король польський і йому в 1664 р. поклонялися місцеві люди і монахи.
Село постраждало від Геноциду-Голодомору, вчиненого урядом СССР у 1932—1933 роках. Комуністи вбили голодом старих та дітей. 1941 сталіністи втекли із села, а 1943 — повернулися. Після цього московська пропаганда поширювала інформацію про конфлікт німецької адміністрації з місцевим населенням, яке насправді було спровоковано карателями НКВД СССР. Згодом окупаційна російська влада напише зворушливий список дітей, яких нібито вбили німці, але за саму згадку про масові убивства під час Голодомору — саджали в тюрму.
1947 року село знову піддано терору голодом.
Заплавне 30-гектарне озеро Сквирень довжиною 1,4 км відоме з 1666 р. Його загадкову назву Сквирень (Сквира) трактують як санскритську.
9 березня 2020 року біля села автомобіль з водієм з’їхав з кручі в Десну. Водій загинув. Авто підняли наступного дня.
12 червня 2020 року, відповідно до розпорядження Кабінету Міністрів України № 730-р «Про визначення адміністративних центрів та затвердження територій територіальних громад Чернігівської області», увійшло до складу Сосницької селищної громади.
19 липня 2020 року, в результаті адміністративно-територіальної реформи та ліквідації Сосницького району, увійшло до складу Корюківського району Чернігівської області.

## Топоніми
Кутки — Кулинівка, Єрківка, Монахівка, урочища — Будище, Курган Веретень (осіннє свято врожаю), і озеро Великий Веретень, Оболоння; стариці — Старий Сейм, Молодий Сейм, Повільний Сейм, Бистрий Сейм.

## Населення
Згідно з переписом УРСР 1989 року чисельність наявного населення села становила 608 осіб, з яких 264 чоловіки та 344 жінки.
За переписом населення України 2001 року в селі мешкало 515 осіб.

### Мова
Розподіл населення за рідною мовою за даними перепису 2001 року:
| Мова       | Відсоток |
| ---------- | -------- |
| українська | 98,66 %  |
| російська  | 1,15 %   |
| білоруська | 0,19 %   |

## Інфраструктура
- Магазини, школа та сільрада. Станом на 2020 рік в селі було відсутнє освітлення на центральних вулицях, попри те, що через село проходить регіональна дорога.[9]

## Цікаві факти
- У 2021 році Іван Девиденко, місцевий житель, відсвяткував сторічний ювілей. Його дідусь Пимон дожив до ста трьох років.[10]
- Місцевий житель Володимир Прийомщиков переробив Москвич-412 у трактор і на ньому обробляє поля.[11]